# クルロヴォ
座標: 北緯55度27分 東経40度37分 / 北緯55.450度 東経40.617度
クルロヴォ（ロシア語: Курлово, 英語: Kurlovo）はロシア・ヴラジーミル州南部の町。メシュチョラ低地のただなかにあり、オカ川の左支流・グシ川に面している。ガラス工業の町グシ＝フルスタリヌイを中心とするグシ＝フルスタリヌイ地区に属する。
州都ウラジーミルの南80kmに位置する。人口は7,433人（2002年国勢調査）。
クルロヴォの町は1811年にクルロフスカヤ・ガラス工場が誕生した際、その従業員の集落として誕生した。1927年にはクルロフスキーの名で都市型集落となり、1929年から1963年までは独自の地区の中心地であったが、その後グシ＝フルスタリヌイ地区に併合された。1998年に市の地位を得ている。
主な企業はガラス製造企業シムヴォルで、窓ガラス、自動車用ガラス、ガラス瓶などを製造している。また材木や製材などの企業も立地する。
クルロヴォの町はウラジーミルからトゥマ（トゥムスカヤ）への鉄道沿いにある。ウラジーミルとグシ＝フルスタリヌイを結び、トゥマへと至り、リャザン州の道路網へと繋がる国道73号線も通る。